# 25-ös busz (Debrecen, 1971–1973)
A debreceni 25-ös jelzésű autóbusz 1971 és 1973 között az Autóbusz állomás és Szikigyakor között közlekedett. A vonalat a Hajdú Volán elődje, a Volán 6-os számú vállalata üzemeltette.

## Története
A járat 1971. június 1-én a 6-os villamos megszűnésekor jött létre. Útvonala a vonal fennállása alatt nem változott. A vonal feladata a 6-os villamos pótlása, illetve Szikigyakor kiszolgálása volt. A vonal már a kezdetek óta alacsony kihasználtsággal közlekedett, így 1972-ben a járatot beleolvasztották a hajdúsámsoni helyközi járatba. Ezek után a járat Szikigyakorig helyi, onnan tovább helyközi járatként közlekedett. Ekkor noha a járat gyakorlatilag megszűnt, a helyközi járat Szikigyakorig tartó szakaszára továbbra is 25-ös buszként hivatkozták egészen 1973-ig, amikor a járat hivatalosan is megszűnt. Helyét véglegesen a hajdúsámsoni helyközi járat vette át.

## Útvonala
| Év        | Végállomások                   | Útvonal                                                                                        |
| --------- | ------------------------------ | ---------------------------------------------------------------------------------------------- |
| 1971-1973 | Autóbusz állomás – Szikigyakor | Széchenyi utca - Kossuth utca - Faraktár utca - Rakovszky Dániel utca - Kassai út - Sámsoni út |